# Speocera deharvengi
Speocera deharvengi is een spinnensoort uit de familie Ochyroceratidae. De soort komt voor in Thailand.